# 2004年夏季奥林匹克运动会射击比赛
2004年夏季奥林匹克运动会的射击比赛从8月14日－8月22日在马可波罗奥林匹克射击中心举行，有390名运动员角逐17块金牌。主要分成手枪、气枪、飞碟和移动靶比赛四大项。

## 各國奖牌榜
| 排名                      | 国家 / 地区               | 金牌 | 銀牌 | 銅牌 | 总计 |
| ------------------------- | ------------------------- | ---- | ---- | ---- | ---- |
| 1                         | 中国（CHN）               | 4    | 2    | 3    | 9    |
| 2                         | 俄罗斯（RUS）             | 3    | 4    | 3    | 10   |
| 3                         | 德国（GER）               | 2    | 1    | 0    | 3    |
| 3                         | 美国（USA）               | 2    | 1    | 0    | 3    |
| 5                         | 意大利（ITA）             | 1    | 2    | 0    | 3    |
| 6                         | （AUS）                   | 1    | 0    | 1    | 2    |
| 6                         | 保加利亚（BUL）           | 1    | 0    | 1    | 2    |
| 8                         | 匈牙利（HUN）             | 1    | 0    | 0    | 1    |
| 8                         | 阿拉伯联合酋长国（UAE）   | 1    | 0    | 0    | 1    |
| 8                         | 乌克兰（UKR）             | 1    | 0    | 0    | 1    |
| 11                        | 韩国（KOR）               | 0    | 2    | 1    | 3    |
| 12                        | 捷克（CZE）               | 0    | 1    | 1    | 2    |
| 13                        | 西班牙（ESP）             | 0    | 1    | 0    | 1    |
| 13                        | 芬兰（FIN）               | 0    | 1    | 0    | 1    |
| 13                        | 印度（IND）               | 0    | 1    | 0    | 1    |
| 13                        | 塞尔维亚和黑山（SCG）     | 0    | 1    | 0    | 1    |
| 17                        | 阿塞拜疆（AZE）           | 0    | 0    | 2    | 2    |
| 18                        | 奥地利（AUT）             | 0    | 0    | 1    | 1    |
| 18                        | 白俄罗斯（BLR）           | 0    | 0    | 1    | 1    |
| 18                        | 古巴（CUB）               | 0    | 0    | 1    | 1    |
| 18                        | 朝鲜（PRK）               | 0    | 0    | 1    | 1    |
| 18                        | 斯洛伐克（SVK）           | 0    | 0    | 1    | 1    |
| 总计（共22个国家 / 地区） | 总计（共22个国家 / 地区） | 17   | 17   | 17   | 51   |

## 各項成績

### 男子
| 项目         | 金牌                                            | 银牌                                     | 铜牌                                 |
| 10米空气手枪 | 王义夫 · 中国（CHN）                            | Mikhail Nestruyev · 俄罗斯（RUS）        | Vladimir Isakov · 俄罗斯（RUS）      |
| 25米手枪快射 | 拉尔夫·舒曼 · 德国（GER）                       | Sergei Poliakov · 俄罗斯（RUS）          | Sergei Alifirenko · 俄罗斯（RUS）    |
| 50米手枪     | Mikhail Nestruyev · 俄罗斯（RUS）               | 秦鍾午 · 韩国（KOR）                     | 金钟秀 · 朝鲜（PRK）                 |
| 10米空气步枪 | 朱启南 · 中国（CHN）                            | 李杰 · 中国（CHN）                       | 约瑟夫·根齐 · 斯洛伐克（SVK）        |
| 50米步枪卧射 | 马修·埃蒙斯 · 美国（USA）                       | 克里斯蒂安·卢施 · 德国（GER）            | Sergei Martynov · 白俄罗斯（BLR）    |
| 50米步枪三姿 | 贾占波 · 中国（CHN）                            | Michael Anti · 美国（USA）               | 克里絲汀·普拉納 · 奥地利（AUT）      |
| 不定向飞靶   | 阿列克谢·阿利波夫 · 俄罗斯（RUS）               | 乔瓦尼·佩列洛 · 意大利（ITA）            | Adam Vella · （AUS）                 |
| 双不定向飞靶 | 艾哈迈德·阿勒马克图姆 · 阿拉伯联合酋长国（UAE） | Rajyavardhan Singh Rathore · 印度（IND） | 王正 · 中国（CHN）                   |
| 定向飞靶     | 安德烈亚·贝内利 · 意大利（ITA）                 | 马尔科·肯帕伊宁 · 芬兰（FIN）            | 胡安·米格尔·罗德里格斯 · 古巴（CUB） |
| 10米移动靶   | 曼弗雷德·库尔策 · 德国（GER）                   | Aleksandr Blinov · 俄罗斯（RUS）         | Dimitri Lykin · 俄罗斯（RUS）        |

### 女子
| 项目         | 金牌                                | 银牌                                    | 铜牌                                     |
| 10米空气手枪 | 奥列娜·科斯捷维奇 · 乌克兰（UKR）   | 亚斯娜·舍卡里奇 · 塞尔维亚和黑山（SCG） | 玛丽亚·格罗兹代娃 · 保加利亚（BUL）      |
| 25米手枪     | 玛丽亚·格罗兹代娃 · 保加利亚（BUL） | Lenka Hyková · 捷克（CZE）              | Irada Ashumova · 阿塞拜疆（AZE）         |
| 10米空气步枪 | 杜丽 · 中国（CHN）                  | 柳博芙·加尔金娜 · 俄罗斯（RUS）         | 卡特日娜·库尔科娃 · 捷克（CZE）          |
| 50米步枪三姿 | 柳博芙·加尔金娜 · 俄罗斯（RUS）     | 瓦伦蒂娜·图里西尼 · 意大利（ITA）       | 王成意 · 中国（CHN）                     |
| 不定向飞靶   | 苏珊娜·巴洛格 · （AUS）             | 玛丽亚·金塔纳尔 · 西班牙（ESP）         | 李保那 · 韩国（KOR）                     |
| 双不定向飞靶 | 金伯莉·罗德 · 美国（USA）           | 李保那 · 韩国（KOR）                    | 高娥 · 中国（CHN）                       |
| 定向飞靶     | 伊高伊·迪安瑙 · 匈牙利（HUN）       | 魏宁 · 中国（CHN）                      | Zemfira Meftahatdinova · 阿塞拜疆（AZE） |

## 參賽代表團
| - 安道尔（1） - 阿根廷（3） - 亚美尼亚（1） - （21） - 奥地利（5） - 阿塞拜疆（2） - 巴林（1） - （1） - 巴巴多斯（1） - 白俄罗斯（9） - 比利时（1） - 玻利维亚（1） - 波斯尼亚和黑塞哥维那（1） - 巴西（1） - 保加利亚（3） - 加拿大（2） - 智利（1） - 中国（26） - 中华台北（2） - 哥伦比亚（3） - 哥斯达黎加（1） - 克罗地亚（1） - 古巴（8） - 塞浦路斯（2） - 捷克（8） - 丹麦（5） - （1） - 厄瓜多尔（1） - 埃及（5） - 萨尔瓦多（1） - 爱沙尼亚（1） - 斐济（1） - 芬兰（6） - 法国（8） - （1） - 德国（20） | - 英国（6） - 希腊（11） - 危地马拉（1） - 中国香港（1） - 匈牙利（8） - 印度（8） - 印度尼西亚（1） - 伊朗（1） - 爱尔兰（1） - 以色列（2） - 意大利（13） - 牙买加（1） - 日本（9） - （4） - 朝鲜（3） - 韩国（16） - 科威特（5） - （1） - 拉脱维亚（1） - 黎巴嫩（1） - 列支敦士登（1） - 立陶宛（1） - 马其顿（1） - 马来西亚（2） - 马耳他（1） - 墨西哥（1） - 摩尔多瓦（1） - 摩纳哥（1） - 蒙古（1） - 纳米比亚（1） - 尼泊尔（1） - 荷兰（3） - 新西兰（2） - 尼加拉瓜（1） - 挪威（5） | - 阿曼（1） - 巴基斯坦（1） - 秘鲁（1） - 菲律宾（1） - 波兰（5） - 葡萄牙（2） - 波多黎各（1） - （2） - 罗马尼亚（2） - 俄罗斯（24） - 圣马力诺（2） - 沙特阿拉伯（1） - 塞尔维亚和黑山（3） - 新加坡（1） - 斯洛伐克（3） - 斯洛文尼亚（1） - 南非（1） - 西班牙（4） - 斯里兰卡（1） - 瑞典（8） - 瑞士（5） - 叙利亚（1） - （1） - 泰国（2） - 特立尼达和多巴哥（1） - 土耳其（1） - （1） - 乌克兰（11） - 阿拉伯联合酋长国（2） - 美国（21） - （2） - 委内瑞拉（1） - 越南（1） - （1） - 津巴布韦（1） |